# Bədəlli
Bədəlli är en ort i Azerbajdzjan.   Den ligger i distriktet Qobustan Rayonu, i den östra delen av landet, 90 kilometer väster om huvudstaden Baku. Bədəlli ligger 703 meter över havet och antalet invånare är 977.
Terrängen runt Bədəlli är huvudsakligen kuperad, men österut är den platt. Närmaste större samhälle är Shamakhi, 19,8 kilometer nordväst om Bədəlli. 
Omgivningarna runt Bədəlli är i huvudsak ett öppet busklandskap. Runt Bədəlli är det ganska glesbefolkat, med 31 invånare per kvadratkilometer.